# コワル・LINEAR彗星
コワル・LINEAR彗星（コワル・LINEARすいせい、158P/Kowal-LINEAR）とは、158番目に周期彗星に登録された彗星である。
はじめは1979年7月24日にチャールズ・トーマス・コワルによって発見され。その後2002年になって、LINEARによって再発見され、周期10.26年の周期彗星となって発見された。
2012年現在、離心率が最も小さく、最も円に近い軌道を巡っている彗星である。木星軌道の内側にあり、時々木星に接近する。最近で最も接近したのは、1943年8月8日に約3730万km(0.24998AU)まで接近した。ちなみに土星には1936年8月10日約2億4200万km(1.6147AU)まで接近した。